# Elly Ney
Elly Ney (ur. 27 września 1882 w Düsseldorfie, zm. 31 marca 1968 w Tutzing) – niemiecka pianistka.

## Życiorys
Studiowała w konserwatorium w Kolonii u Teodora Leszetyckiego i Emila von Sauera. Debiutowała jako pianistka w 1905 roku w Wiedniu. Od 1914 roku występowała w trio z Willemem van Hoogstratenem (skrzypce) i Fritzem Reitzem (wiolonczela), koncertując w krajach europejskich oraz w Stanach Zjednoczonych. Wykonywała głównie repertuar niemiecki. Dokonała nagrań fonograficznych Burleski Richarda Straussa (1930) oraz Sonaty c-moll op. 111 Ludwiga van Beethovena (1936 i 1958). Opublikowała autobiografię Ein Leben für die Musik (wyd. Darmstadt 1952; 2. wydanie pt. Erinnerungen und Betrachtungen Aschaffenburg 1957).
Od 1911 do 1927 roku była zamężna z holenderskim skrzypkiem i dyrygentem, Willemem van Hoogstratenem, z którym występowała w trio. Małżeństwo zakończyło się rozwodem. W 1928 roku poślubiła dyrygenta Paula Allaisa.
Była zagorzałą antysemitką, popierała wprowadzony w III Rzeszy zakaz występów dla muzyków żydowskiego pochodzenia, w 1937 roku wstąpiła do NSDAP. Publicznie wyrażała swoje poparcie dla Adolfa Hitlera i wykonywała nazistowski salut, za zasługi kulturalne dla reżimu została odznaczona Krzyżem Zasługi Wojennej II klasy. Swoje poparcie dla nazizmu deklarowała także po zakończeniu wojny. W 2008 roku burmistrz bawarskiego Tutzing podjął decyzję o usunięciu portretu Ney z budynku miejskiego ratusza. 